# Posture (position de combat)
Une posture en combat est la façon d’être placé, de se tenir, de s’orienter, d’être protégé ou en « garde », etc., dans le combat. On parle plus couramment de garde, d'attitude ou de position de combat. 

## Exemple de posture, la garde enboxe
En boxe, les anglophones parlent plutôt de « position » que de « garde » à proprement parler (ex : sidestep pour la garde latérale). La garde pour ces premiers c’est le haut du corps et également les appuis au sol, ainsi ils utilisent le terme upright stance pour une position verticale de buste et full crouch pour une attitude recroquevillée. 
En France, on utilise l’expression d’attitude de combat lorsqu’on désigne l’ensemble du corps. Donc lorsqu’on parle de « garde » dans l’école française, on pense souvent à la position des bras notamment pour se protéger. Mais bien plus que cela, elle désigne une organisation corporelle permettant au combattant de se préparer à défendre et d’autre part à passer à l’offensive, cela dans une configuration qui lui offre un maximum de sécurité et d’efficacité. Différentes positions permettent de faire face à un adversaire avant et pendant l’engagement et sont appelées à défaut « garde ». Comme son nom l’indique, « être sur ses gardes » c’est se mettre en alerte permanente et adopter une position favorable pour réagir. De nombreuses attitudes de garde existent : garde de trois-quarts de face, de profil, mixte, haute, basse, avancée, ramassée, etc. Certes, il très important « d’être gardé » (hermétique), mais il faut également adopter une attitude qui permettre d’agir et de réagir rapidement et avec efficacité (donc adopter une posture efficace).  A contrario un boxeur n’adoptant pas d’attitude définie où ayant les bras « en bas » est dit « non gardé ». D’ailleurs, certains boxeurs font ce choix dans la perspective de construire leur jeu sur la base de contre-informations (tromperies).

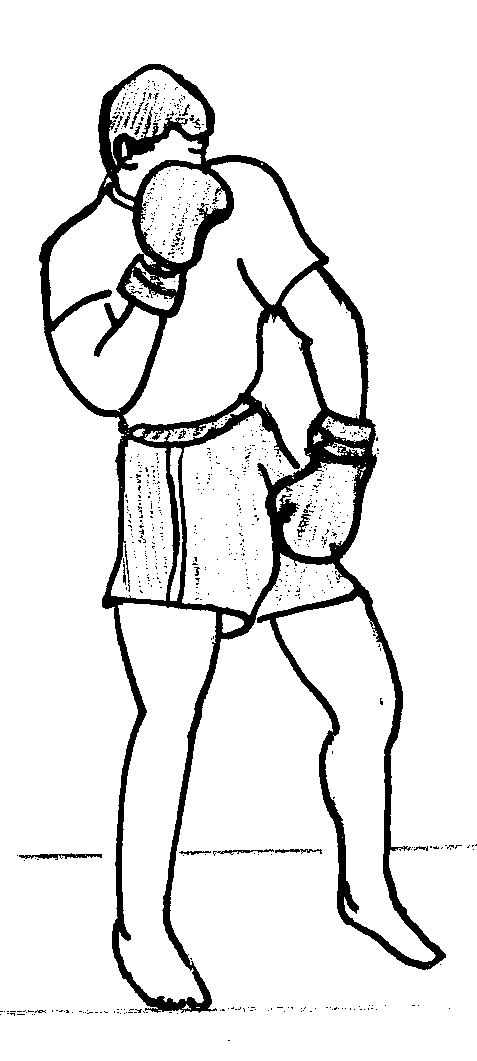
garde de profil mixte (bras avant en bas)
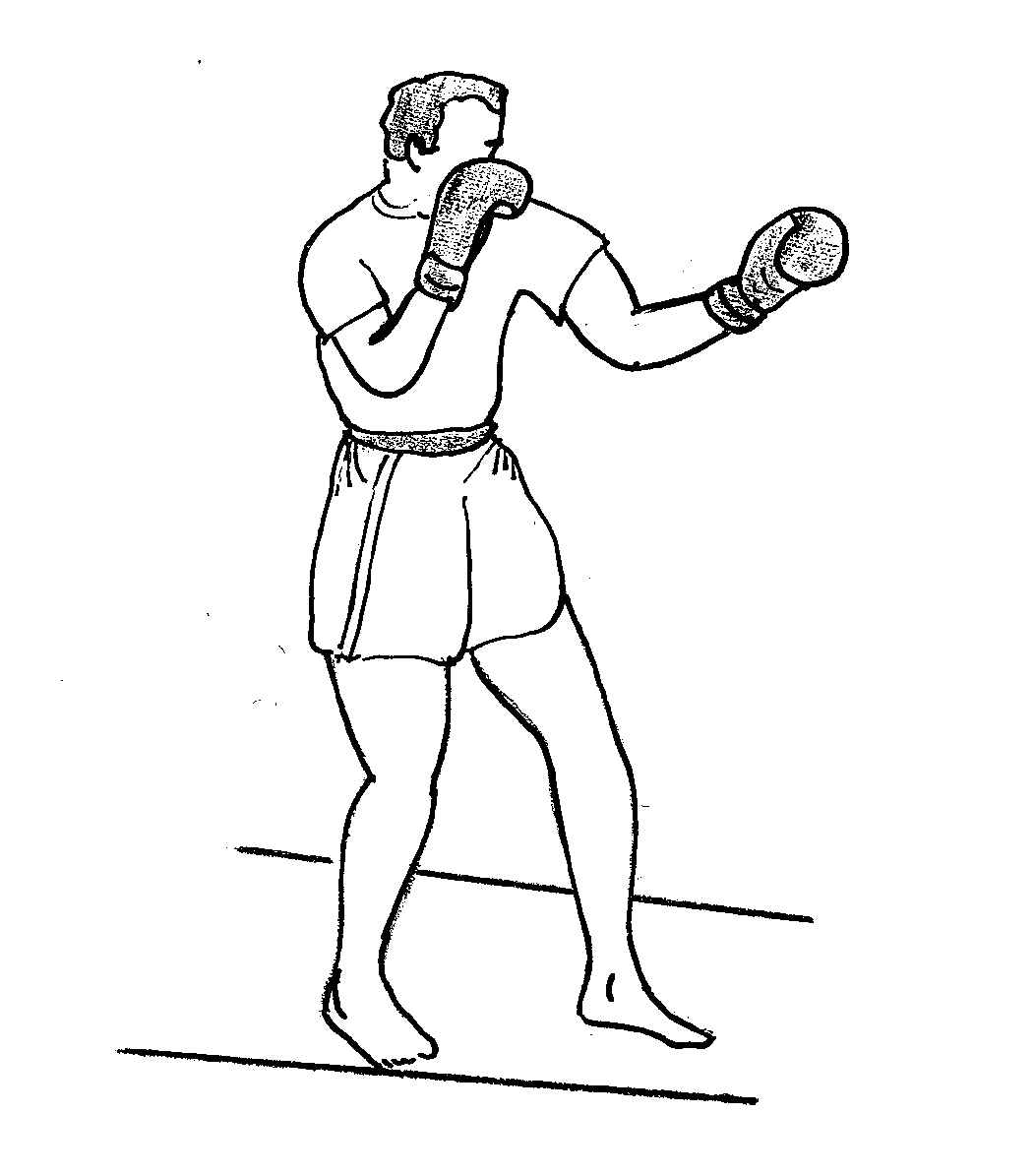
garde de profil mixte  (bras avant en haut)
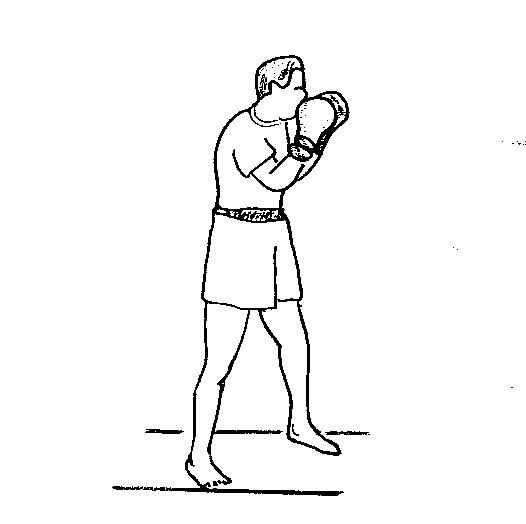
garde de trois-quarts de face (rentrée)
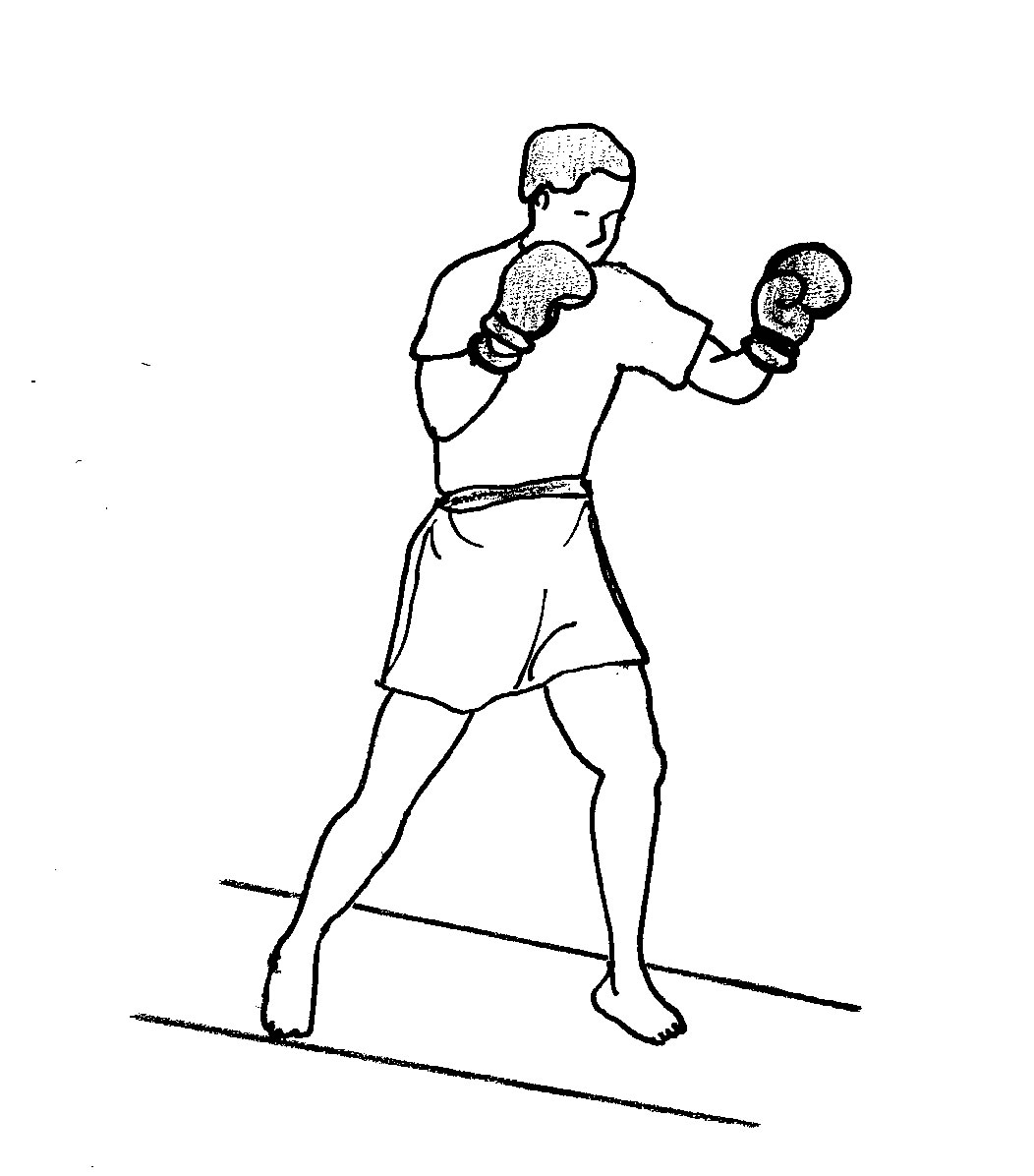
garde de trois-quarts de face mixte

On recense différentes attitudes de combat en boxe : garde de trois-quarts de face, de profil, en  crouch, basse, poids sur jambe avant, poids sur jambe arrière, en appuis très écartés, etc. Quelquefois, la position du corps peut indiquer les intentions d’un combattant à l’égard de son adversaire.  Ex. : une attitude de profil peut être le signe d’un travail d’esquive et riposte du bras avant ainsi que de contre.

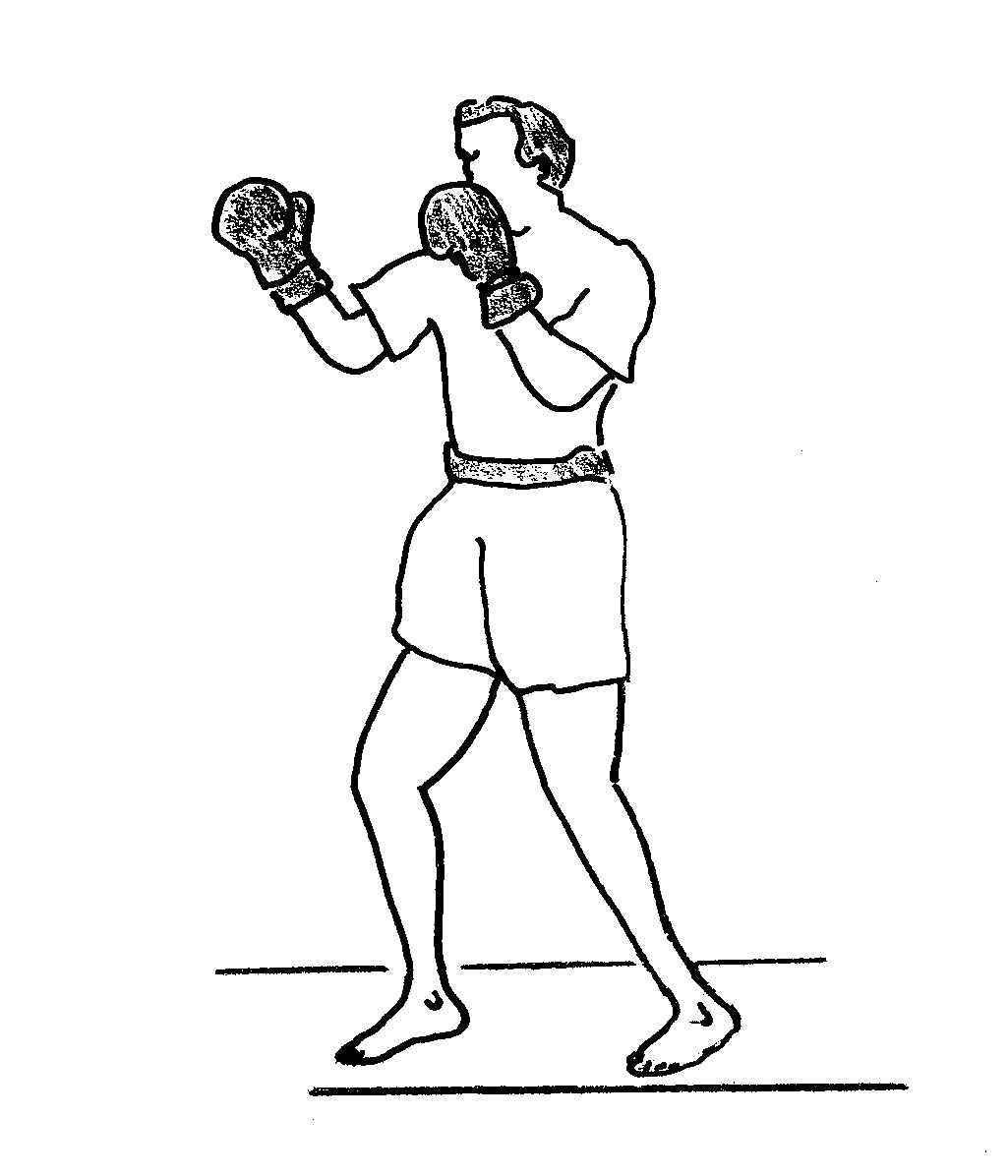
Attitude  droite
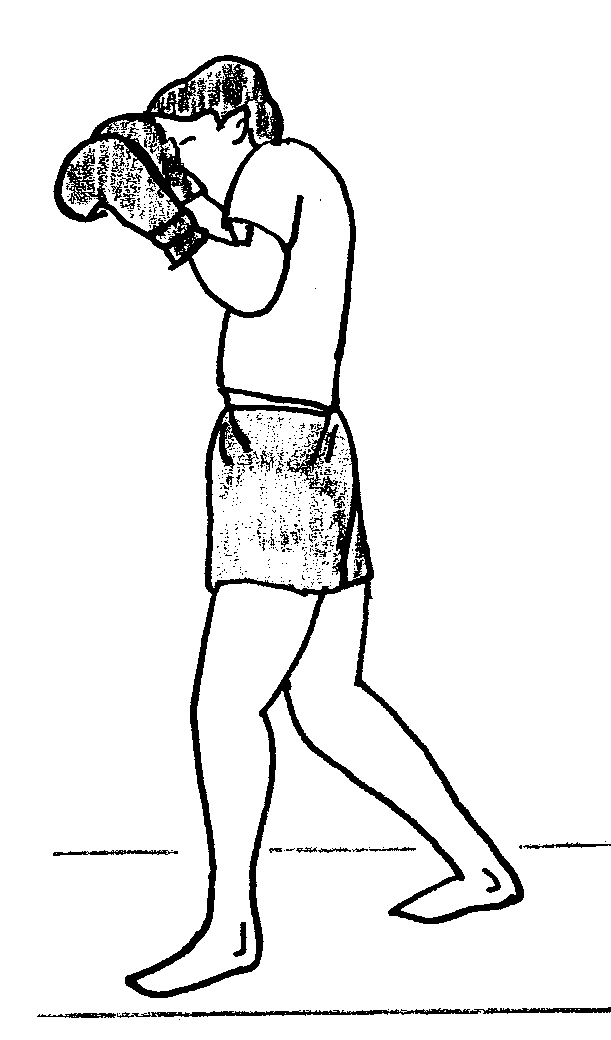
Attitude semi-enroulée
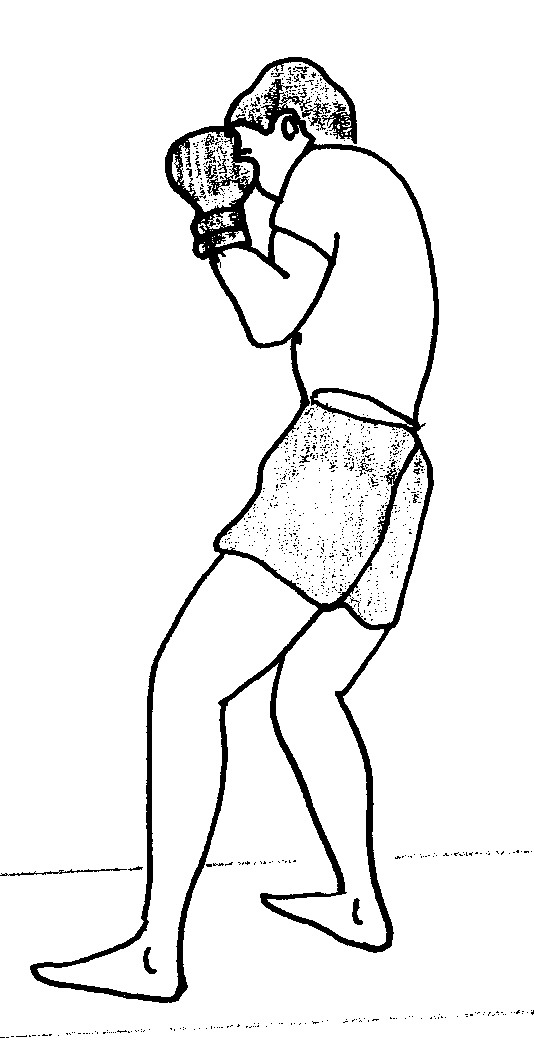
Attitude dos enroulé

## Sources
- Georges Blanchet, Boxe et sports de combat en éducation physique, Ed. Chiron, Paris, 1947
- Alain Delmas, 1. Lexique de la boxe et des autres boxes (Document fédéral de formation d’entraîneur), Aix-en-Provence, 1981-2005 – 2. Lexique de combatique (Document fédéral de formation d’entraîneur), Toulouse, 1975-1980.
- Jack Dempsey, Championship fighting, Ed. Jack Cuddy, 1950
- F.F.E., Les cahiers de la commission pédagogique nationale d’escrime, INSEP, Paris, 1981
- Gabrielle & Roland Habersetzer, Encyclopédie des arts martiaux de l'Extrême-Orient, Ed. Amphora, Paris, 2000
- M. Imhauss, R. Chapelot, Langage de l’escrime, Ministère de la Guerre, 1908
- Louis Lerda, J.C. Casteyre, Sachons boxer, Ed. Vigot, Paris, 1944